# دالتون بالدوين
دالتون بالدوين (بالإنجليزية: Dalton Baldwin)‏‏ (19 ديسمبر 1931 - 12 ديسمبر 2019) هو عازف بيانو، ومعلم موسيقى أمريكي، ولد في نيوجيرسي، يستخدم آلات بيانو.